# Локня (Псковская область)
Ло́кня — посёлок городского типа в Псковской области России, административный центр Локнянского района.
Образует одноимённое городское поселение.

## География
Расположен в 205 км к юго-востоку от Пскова. Железнодорожная станция на линии Дно — Новосокольники.

## История

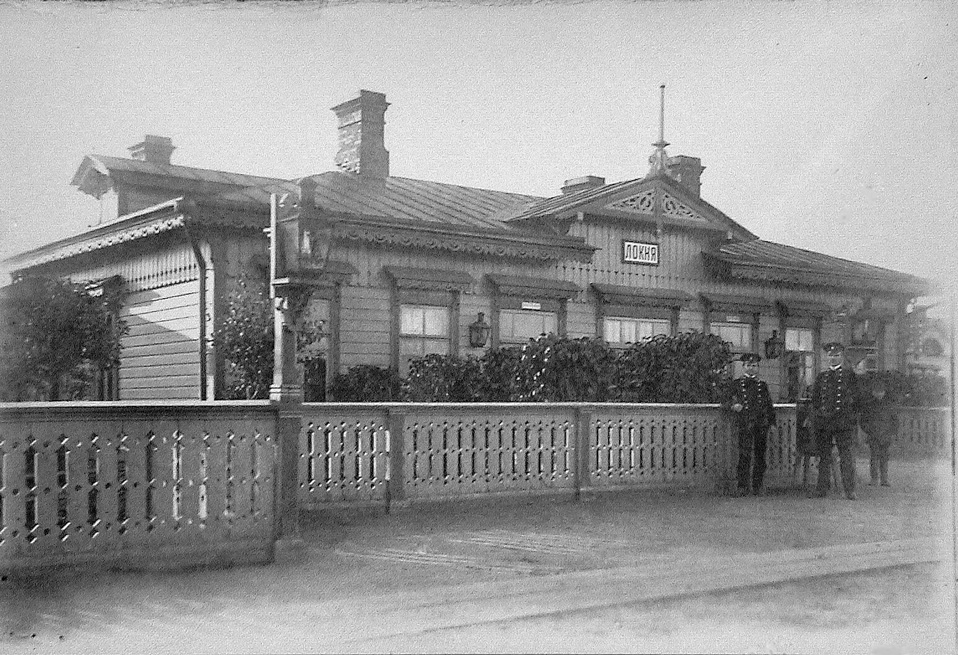
Вокзал. Начало XX в.

Раньше Локня была деревней, но она стала посёлком в 1901 в связи со строительством железной дороги Дно — Новосокольники. Однако погост Влицы, ныне ставший частью посёлка, упоминается в летописи ещё под 1488 годом. В конце XVIII века во Влицах на месте снесённой из-за ветхости деревянной церкви (XV века) была построена Спасо-Преображенская каменная церковь, здание которой сохранилось до наших дней уже в черте посёлка Локня. Название — по реке Локня, протекающей поблизости. Слово «Локня», по предположению писателя Льва Успенского, означает в переводе с финского «сырое место», «болотистое место».
Статус посёлка городского типа — с 1941 года.
Во время немецкой оккупации по адресу Социалистическая, 11 было создано еврейское гетто, куда изолировали около 50 человек. Гетто было уничтожено 2 февраля 1942 года.

## Население
| 1939  | 1959  | 1970  | 1979  | 1989  | 2001  | 2002  | 2004  | 2005  |
| ----- | ----- | ----- | ----- | ----- | ----- | ----- | ----- | ----- |
| 2194  | ↗3455 | ↗4169 | ↗5114 | ↗5716 | ↗6008 | ↘4898 | ↘4765 | ↘4573 |
| 2006  | 2007  | 2008  | 2009  | 2010  | 2011  | 2012  | 2013  | 2014  |
| ↘4372 | ↘4226 | ↘4104 | ↘4020 | ↘3872 | ↗3877 | ↘3837 | ↘3730 | ↘3665 |
| 2015  | 2016  | 2017  | 2018  | 2019  | 2020  | 2021  |       |       |
| ↘3600 | ↘3548 | ↘3470 | ↘3421 | ↘3292 | ↘3208 | ↗3541 |       |       |

Национальный состав
По итогам переписи населения 2020 года проживали следующие национальности (национальности менее 0,1 % и другое, см. в сноске к строке «Другие»):
| Национальность | Численность, чел. | Доля     |
| -------------- | ----------------- | -------- |
| Русские        | 3363              | 94,97 %  |
| Чеченцы        | 27                | 0,76 %   |
| Украинцы       | 19                | 0,54 %   |
| Белорусы       | 14                | 0,40 %   |
| Цыгане         | 6                 | 0,17 %   |
| Таджики        | 5                 | 0,14 %   |
| Армяне         | 5                 | 0,14 %   |
| Азербайджанцы  | 5                 | 0,14 %   |
| Другие         | 97                | 2,74 %   |
| Итого          | 3541              | 100,00 % |

## Экономика
В посёлке действуют мебельная фабрика, хлебокомбинат. Типография. Ранее работали маслосыродельный завод, пищекомбинат и радиозавод.

## Транспорт

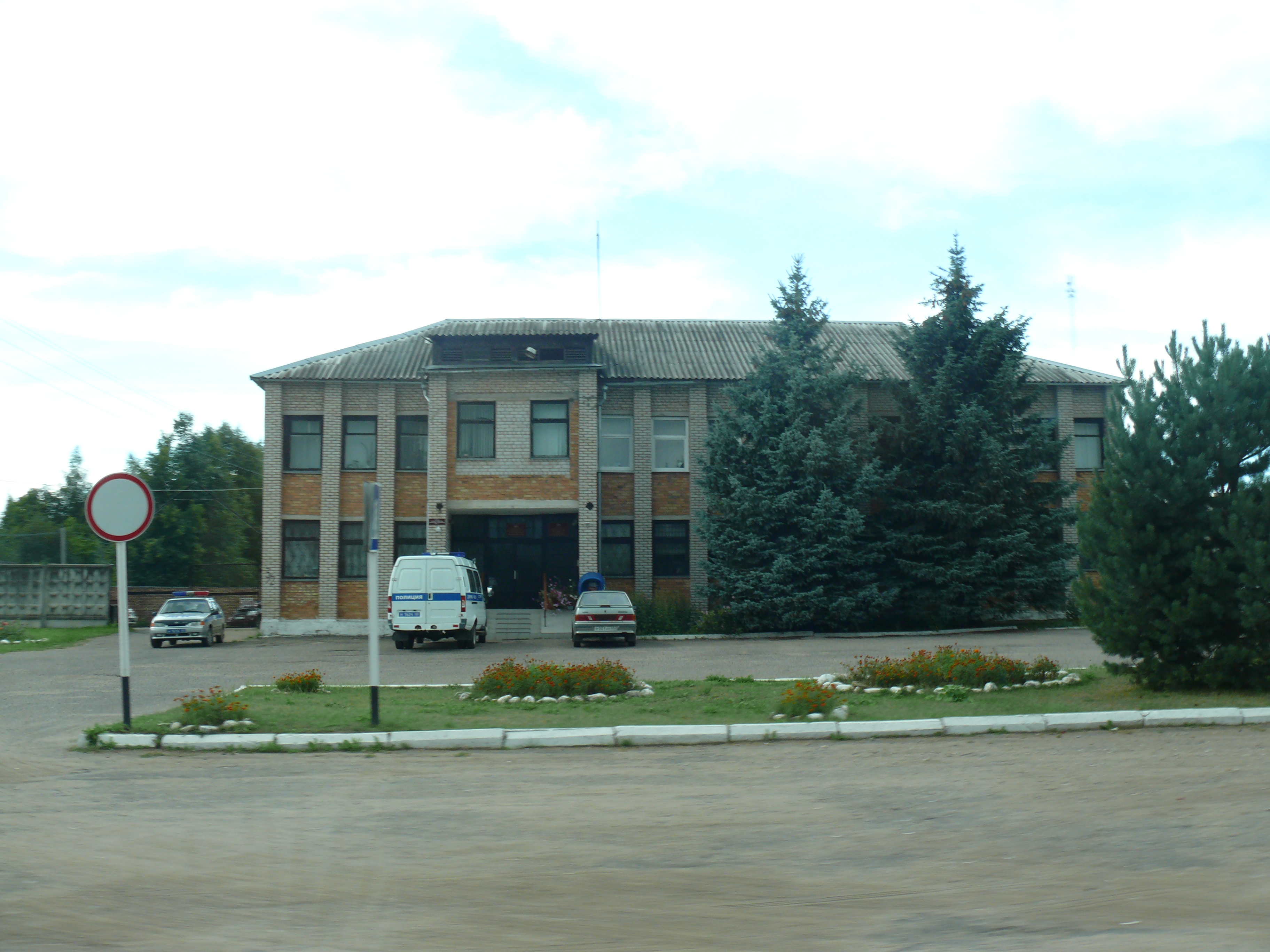

В посёлке расположена одноимённая железнодорожная станция, на которой останавливаются скорые и пассажирские поезда, как российского, так и международного назначения. Через посёлок также пролегают транзитные автобусные маршруты на Москву, Великие Луки, Псков и Санкт-Петербург.

## Достопримечательности
- Спасо-Преображенская церковь (XVIII век), перед папертью храма похоронен родной брат фельдмаршала М. И. Кутузова.
- В районе, в деревне Чернушки — мемориал на месте героической гибели Александра Матросова.